# Highland Warriors
Highland Warriors là tựa game chiến lược thời gian thực lấy bối cảnh lịch sử Anh thời Trung Cổ do hãng Soft Enterprises phát triển và Data Becker phát hành vào ngày 20 tháng 1 năm 2003.
Người chơi sẽ trải qua 4 chiến dịch lớn trong Highland Warriors: thống nhất đất nước dưới quyền một vị vua duy nhất, tham gia cuộc viễn chinh Scotland của Anh quốc, vào vai người anh hùng William Wallace nổi dậy chống lại quân đội Anh hay vào vai Robert the Bruce tái thống nhất các bộ tộc và tuyên bố độc lập.

## Lối chơi
Highland Warriors mang lối chơi kiểu truyền thống của một game RTS điển hình: khai thác tài nguyên, xây dựng căn cứ, xây dựng quân đội và tấn công đối phương để giành lấy chiến thắng. Nông dân xây dựng các công trình và khai thác năm loại tài nguyên: gỗ, lương thực, đá, quặng sắt và vàng.
Mỗi phe trong Highland Warriors có các đơn vị quân khác nhau, chủ yếu là bộ binh, kỵ binh, cung thủ và các loại xe công thành khác, thậm chí một số phe có cả các đơn vị sử dụng phép thuật. Tuy nhiên game không cung cấp thông tin của các đơn vị quân nên người chơi sẽ gặp khó khăn về vấn đề mua hay nâng cấp quân. Highland Warriors có một lựa chọn khá hay cho phép người chơi kích hoạt kỹ năng Blood Frenzy (máu điên cuồng). Ở trạng thái này quân của người chơi sẽ tự động tấn công bất kỳ kẻ thù nào đến gần, tuy nhiên đổi lại người chơi sẽ mất quyền điều khiển đơn vị quân đó.